# Extrem Snowboards
Extrem Snowboards är ett svenskt varumärke för snowboards och tillbehör för vintersporter. 

## Historia
Varumärket grundades i samband med att företaget Extrem Snowboards of Scandinavia grundades år 1993. Dock börjar historien tidigare än så, nämligen år 1981 på Frösön i Östersund där Stefan Cederberg och Patrik Söderlund började göra egna snowboards i ett garage. I början av 1990-talet satsade de på att bygga upp företaget och flyttade då in i fabriken i Åre och har sedan dess haft sin tillverkning där. Det norska företaget Skigutane kom år 2008 in som ny ägare av såväl varumärket som Extrem Snowboards tillverkning. Företaget tillverkar sedan 1999 även skidor men den genren har inte blivit lika uppmärksammad som deras snowboards. De är ett av få svenska företag som tillverkar skidor efter att Edsbyn lade ner sin tillverkning. Grafikern Viktor Grut stod för flertalet illustrationer på såväl skidor som snowboards mellan år 2003 och 2006.
Varumärket är en del av Åres företagshistoria och nämns på grund av detta hos välkända företag som SVT och SAS, gällande snowboardens historia i Sverige och även i marknadsföringssyfte.

## Tidslinje
- År 1981 började Stefan Cederberg och Patrik Söderlund göra egna snowboards i föräldrarnas garage.
- År 1993 grundades företaget Extrem Snowboards of Scandinavia, i samband med detta införskaffades en fabrik i Åre.
- År 1999 lanserades den första kollektionen med skidor.
- År 2003 lanserades den första klädkollektionen.[8]
- År 2008 köptes företaget upp av det norska företaget Skigutane.
- År 2011 köptes företaget tillbaka från norska företaget Skigutane, samtidigt bildades bolaget Åre Skidfabrik AB där varumärket Extrem idag ingår. [9]